# Songino Khairkhan

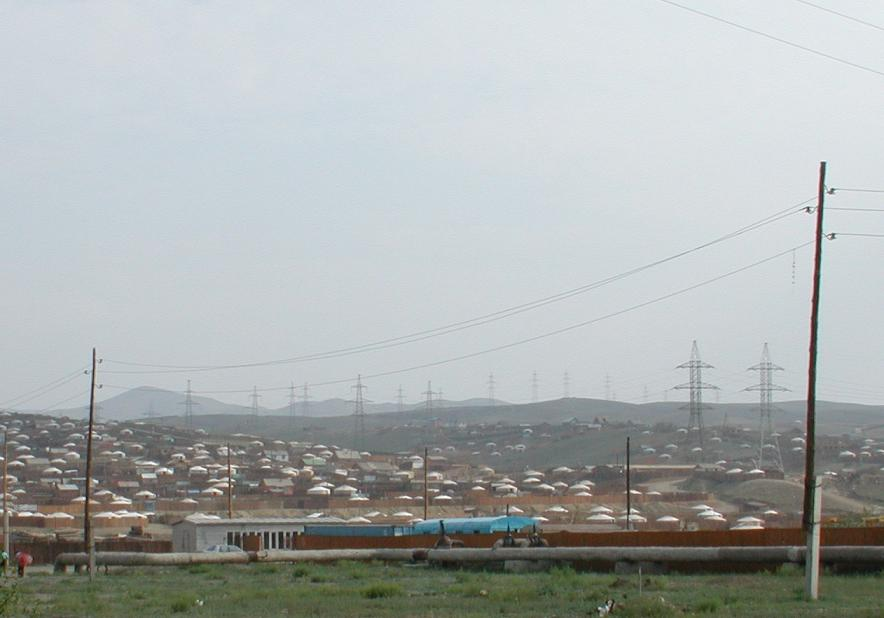
Các yurt truyền thống tại quận Songino Khairkhan.

Songino Khairkhan (tiếng Mông Cổ: Сонгинохайрхан, núi củ hành) là một trong chín Düüreg (quận) tại thủ đô Ulaanbaatar, Mông Cổ. Songino Khairkhan được chia thành 21 Khoroo (phường). Khu vực có diện tích 1200,6 km², dân số vào đầu năm 2009 đạt 232.326 người.
Songino Khairkhan nằm tại phía tây nam thành phố, thuộc khu vực chân núi Songino Khairkhan Uul, một trong bốn ngọn núi thiêng của thủ đô.

## Tham khảo

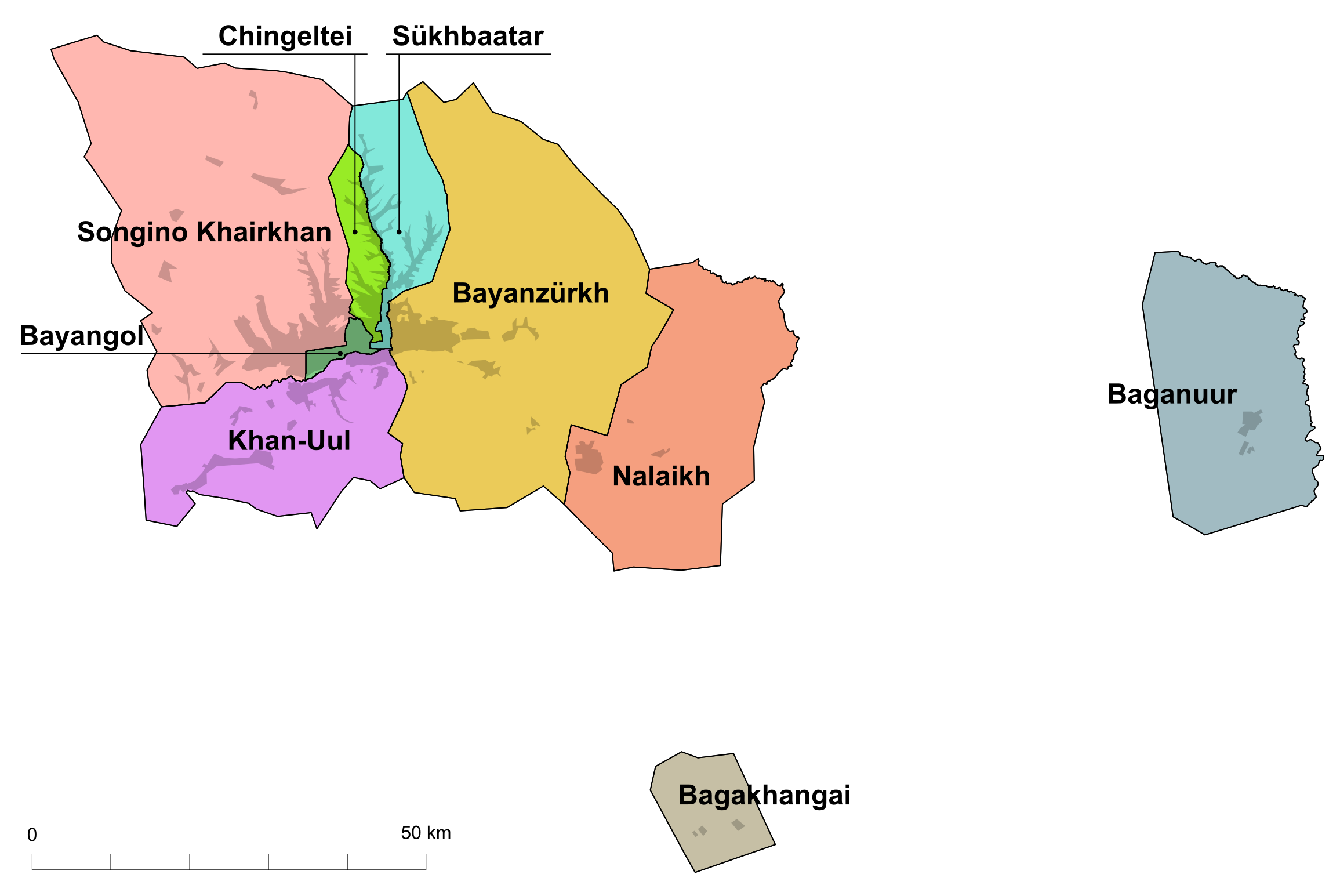
Bản đồ hành chính Ulan Bator